# Aidan Chambers
Pour les articles homonymes, voir Chambers.
Aidan Chambers, né à Chester-le-Street le 27 décembre 1934 et mort le 11 mai 2025, est un écrivain britannique, auteur de romans pour enfants et jeunes adultes. Il est lauréat du prestigieux prix international suédois, le Prix Hans Christian Andersen en 2002, dans la catégorie Écriture, pour l'ensemble de son œuvre.

## Biographie
Né près de Chester-le-Street dans le comté de Durham en 1934, Aidan Chambers enseigne trois ans à Southend-on-Sea avant de rejoindre un monastère anglican en 1960, expérience qu'il relate dans son roman Now I Know.
Ses premières pièces de théâtre, notamment Johnny Salter (1966) et The Chicken Run (1968), sont publiées alors qu'il enseigne à Stroud (Gloucestershire).
Aidan Chambers quitte le monastère en 1967 et devient rédacteur indépendant en 1968.
Son œuvre comprend la séquence Danse, composée de six romans : Breaktime, Dance on My Grave (traduit en français sous le titre La Danse du coucou), Now I Know, The Toll Bridge, Postcards from No Man's Land et This is All: The Pillow Book of Cordelia Kenn.
Avec son épouse Nancy, il fonde Thimble Press et le magazine Signal pour promouvoir la littérature pour enfants et jeunes adultes. Ils reçoivent en 1982 le Eleanor Farjeon Award pour services rendus à la littérature pour jeunes. De 2003 à 2006, il préside la School Library Association.
Il est lauréat du prix international, le Prix Hans Christian Andersen en 2002 dans la catégorie Écriture pour l'ensemble de son œuvre.
En 2023, il est sélectionné pour la cinquième année d'affilée (depuis 2019) pour le prestigieux prix suédois, le Prix commémoratif Astrid-Lindgren.

## Prix et distinctions
- 1982 : Eleanor Farjeon Award
- 1994 : Zilveren Griffel
- 1999 : Médaille Carnegie pour Postcards from No Man's Land
- 2002 : Prix Hans Christian Andersen Écriture, pour l'ensemble de son œuvre
- 2003 : Prix Michael L. Printz
- 2003 : Docteur honoris causa de l'université d'Umeå
- Compagnon de la Royal Society of Literature
- 2019 à 2023 : Sélection pour le Prix commémoratif Astrid-Lindgren durant cinq années d'affilée[2]

## Publications

### Romans pour jeunes adultes
- Snake River (1975)
- Breaktime (1978)
- Dance on my Grave (1982), traduit en français sous le titre La Danse du coucou
- Now I Know (1987)
- The Toll Bridge (1992)
- Postcards from No Man's Land (1999)
- This Is All: the Pillow Book of Cordelia Kenn (2005)

### Romans pour enfants
- Seal Secret (1980)
- Present Takers (1984)

Aidan Chambers a également compilé et édité de nombreux livres pour enfants, dont nombre d'histoires de fantômes.